# バーキットリンパ腫
バーキットリンパ腫（バーキットリンパしゅ、Burkitt lymphoma: BL）は、c-myc遺伝子と免疫グロブリン遺伝子の相互転座によって生じる高悪性度B細胞性腫瘍である。WHO分類第4版では、遺伝子異常と、定型的な組織学的形態および免疫学的マーカーを有する、という条件をすべて満たすものをBLと定義している。いずれかの条件に違うものはびまん性大細胞型B細胞性リンパ腫(DLBCL)、あるいはDLBCLとBLとの中間的なリンパ腫としている。
FAB分類で急性リンパ性白血病のL3とされていたものは、骨髄原発のバーキットリンパ腫であり、WHO分類第3版以降、成熟B細胞腫瘍(B細胞性リンパ腫)に分類が変更されている。
病名は、外科医のデニス・バーキット(Denis Parsons Burkitt)が1958年にアフリカで小児に発症する腫瘍を報告したことに由来する。

## 分類
臨床的特徴からは以下のように分類される。
- endemic BL - アフリカ・パプアニューギニアで発生する。マラリア流行地域に一致する。殆どが小児で発症し、5歳以下の70%の症例で顎下部腫瘤を形成する。
- sporadic BL - 日本・欧米で発生する。小児から若年成人で発症する。
- 免疫不全関連BL(immunodeficiency associated BL) - HIV感染者に発症する。

## 病因
c-myc遺伝子と免疫グロブリン遺伝子の相互転座によりc-myc遺伝子が過剰に発現し、細胞分裂を異常亢進させることによるもの考えられている。
相互転座が生じる原因ははっきりしていない。

## 疫学
日本、欧米ともに成人の悪性リンパ腫の1～2%である。一方小児の悪性リンパ腫の40～50%を占める。

## 症状
特徴としては、腫瘍が急激に増大するため腹部膨満や、鼻咽頭病変では気道狭窄を生じることがある。中枢神経浸潤も多いので中枢神経症状(意識障害など)を来たすことも多い。いずれも症状の進行が早い。

## 検査・診断
悪性リンパ腫細胞で以下のような形態学所見・免疫学的マーカー・遺伝子異常を確認できれば確定診断となる。

### 形態学

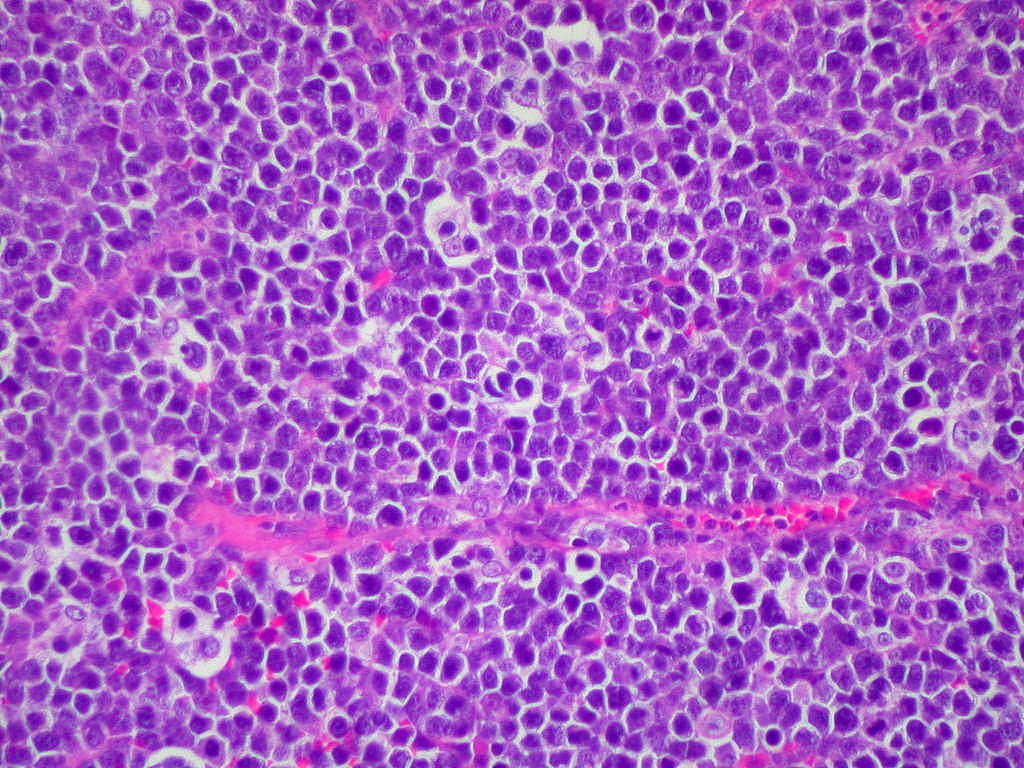
バーキットリンパ腫の組織画像(H-E染色)

- アポトーシスした細胞をマクロファージが貪食するため、ところどころ染色が抜ける星空像(starry sky appearance)という特徴的所見が認められる。ただしこの所見はDLBCLでも見られるため、形態からのみでは診断できない。
- 典型的な像では均一な核の中型細胞がびまん性に増殖しているが、非典型像では核の大きさや形が不均一である。この非典型像はDLBCLとBLとの中間的なリンパ腫に多い。
- 他の悪性リンパ腫の病理組織では反応性の小型T細胞が混在することが多いが、バーキットリンパ腫では非常に少ない。
- 骨髄スメアでは、腫瘍細胞が脂肪顆粒を持つため、メイ・ギムザ染色の過程でのアルコール処理で溶出してしまい細胞質に空胞が生じる(疾患情報BOXの写真参照)。PAS染色、スダンⅢ染色で陽性になる。

### 免疫学的マーカー
フローサイトメトリーや組織標本の免疫染色で以下の所見を認める。
陽性
- 汎B細胞抗原 - CD19, CD20, CD22, CD79a, SIgM
- その他のリンパ球系抗原 - CD10, CD38, CD43, CD77, HLA-DR,
- BCL-6
- Ki-67(MIB-1) - ほとんどの細胞(99%以上)で陽性となる。DLBCLではこれほどまで陽性にはならないので、鑑別点となる

陰性
- 汎T細胞抗原 - CD3, CD5, CD23
- TdT
- BCL-2 - 陰性もしくは弱陽性。強陽性の場合はバーキットリンパ腫には入れずにDLBCLとの中間型に分類する。

### 遺伝子異常
FISH法やサザンブロット法でc-myc遺伝子と免疫グロブリン遺伝子の相互転座を検出する。以下のような相互転座が認められる
- t(8;14)(q24;q32) - 75～90%はこのタイプである。
- t(2;8)(p12;q24)
- t(8;22)(q24;q11)

t(8;14)とt(14;18)が同時に出現することがある。またc-myc遺伝子、免疫グロブリン重鎖遺伝子、BCL1がすべて転座融合している場合がある。いずれも予後が極めて不良となる。

### その他の検査所見
- 特徴的検査所見として、EBウイルスが陽性であることがある。endemic BLではほぼ全例陽性だが、日本で発生するsporadic BLで陽性はまれである[10]。免疫不全関連BLでは20～40%で陽性となる。
- 臨床検査ではLDH,、可溶性IL-2受容体、β2-ミクログロブリンの上昇を認める。特にLDH高値は予後不良因子である。
- FDG-PETは感度・特異度ともに高い[11]が、病勢の増悪が激しいため治療前の実施が困難なことがある。

## 治療
他の非ホジキンリンパ腫で多く用いられるCHOP療法は古い治療法ということもあり、本疾患には歯が立たない(長期生存は10%程度、一度奏功しても後に劇症化するなど)。高用量抗がん剤を含む治療（大量投与法）を行う必要がある。

### 初回治療
国によって治療方法に違いがある。それらを直接比較した臨床試験は無いが各治療方法での成績に大きな差はない。日本で多く行われる治療は以下の通り。
- modified　CODOX-M/IVAC療法[12][13][14]
- R-Hyper-CVAD療法[15]

中枢神経浸潤が多いため、上記の治療のいずれも血液脳関門を通過する大量シタラビン・メソトレキセート投与と髄注併用を行っている。
- R-DA-EPOCH療法[16] - 高齢者や合併症で上記のような治療強度の高い治療法を避けたい場合に考慮される

リツキシマブの併用は、Hyper-CVAD療法やDA-EPOCH療法に併用した場合はしないよりも有用性が報告されているが、CODOX-M/IVAC療法での併用の明らかな(有意差のある)有用性は示されていない。
初回治療で寛解に至った場合には、放射線療法の追加や造血幹細胞移植は推奨されていない。

#### 補助的治療
- 本疾患は初発時に既に腫瘍量が多く、また初回治療では化学療法に反応性が良いことから、腫瘍崩壊症候群の危険が高い[21]。輸液やラスブリカーゼの投与が推奨されている[21][22]。
- 治療強度が高いため、感染症や薬剤有害事象も多く、それらへの対処も必要になる。

### 再発・難治例
再発・難治例の救済療法は標準療法が確立していない。初回治療の、実施していない方を行う、またはDAHP療法、R-ICE療法、ドキソルビシン+トポテカン併用療法などが報告されている。
上記の救済療法に感受性がある場合は自家造血幹細胞移植の効果が期待される。救済療法不応性に対する同種造血幹細胞移植は選択肢としてはあるが、有効性を支持するデータはない。

### DLBCLとBLとの中間的なリンパ腫
分類が暫定的なため一概には言えないが、上記の典型的なバーキットリンパ腫に準じた治療になる。

## 予後
高年齢(40歳以上)、骨髄や中枢浸潤、10cm以上の摘出不能な巨大腫瘤、高LDH血症、+7qやdel(13)染色体異常は予後不良因子とされる。
- 成人の初発に対してCODOX-M/IVAC療法を施行した結果は70～95%が完全寛解となり、2年全生存率は約70%であった。さらに治生存曲線が平坦化しているので治癒とみなすことができる[12][13][14]。R-Hyper-CVADでは60歳以上の患者で3年全生存率89%であった[15]。
- 成人の再発例で救済療法に感受性があり、自家造血幹細胞移植を行った結果は3年全生存率は37%であった一方、治療不応性の場合には7%であった[20]。